# 1998-as salakmotor-világbajnokság
Az 1998-as salakmotor-világbajnokság a Speedway Grand Prix éra 4., összességében pedig a széria 53. szezonja volt. Az idény május 15-én kezdődött Csehországban a Markéta Stadionban és Lengyelországban végződött a Polonia Stadionban szeptember 18-án.
Tony Rickardsson szerezte meg a bajnoki címet, Jimmy Nilsennel és Tomasz Gollobbal szemben. A címvédő Greg Hancock volt, aki a hatodik helyen fejezte be a szezont.

## Versenyzők
A szezon során összesen 21 állandó versenyző vett részt a versenyeken. A résztvevők a következőképpen tevődtek össze:
- Az 1997-es szezon első nyolc helyezettje automatikusan helyet kapott a mezőnyben.[4]
- Az idény előtt megrendezett Grand Prix Challenge nyolc leggyorsabb versenyzője, valamint az Intercontinental Final és a Continental Final két leggyorsabbja és a Junior-bajnokság győztese kvalifikálhatott a mezőnybe.[5][6][7]
- A mezőnyt továbbá szabadkártyás résztvevők egészítették ki.

| #                        | Motorversenyző      | Továbbjutás        | Fordulók           |
| Állandó résztvevők       | Állandó résztvevők  | Állandó résztvevők | Állandó résztvevők |
| ------------------------ | ------------------- | ------------------ | ------------------ |
| 1                        | Greg Hancock        | automatikus        | összes             |
| 2                        | Billy Hamill        | automatikus        | összes             |
| 3                        | Tomasz Gollob       | automatikus        | összes             |
| 4                        | Tony Rickardsson    | automatikus        | összes             |
| 5                        | Mark Loram          | automatikus        | összes             |
| 6                        | Brian Andersen      | automatikus        | 1, 3–6             |
| 7                        | Hans Nielsen        | automatikus        | összes             |
| 8                        | Jimmy Nilsen        | automatikus        | összes             |
| 9                        | Ryan Sullivan       | kvalifikáció       | összes             |
| 10                       | Jason Crump         | kvalifikáció       | összes             |
| 11                       | Armando Castagna    | kvalifikáció       | összes             |
| 12                       | Adorján Zoltán      | kvalifikáció       | összes             |
| 13                       | Piotr Protasiewicz  | kvalifikáció       | összes             |
| 14                       | Stefan Dannö        | kvalifikáció       | összes             |
| 15                       | Leigh Adams         | kvalifikáció       | összes             |
| 16                       | Craig Boyce         | kvalifikáció       | összes             |
| 17                       | Andy Smith          | kvalifikáció       | összes             |
| 18                       | Chris Louis         | kvalifikáció       | összes             |
| 19                       | Henrik Gustafsson   | kvalifikáció       | összes             |
| 20                       | Sebastian Ułamek    | kvalifikáció       | 2–6                |
| 21                       | Jesper B. Jensen    | kvalifikáció       | 1, 3–6             |
| Szabadkártyás résztvevők |                     |                    |                    |
| 22                       | Antonín Kasper, Jr. |                    | 1, 4–6             |
| 22                       | Gerd Riss           |                    | 2                  |
| 22                       | Brian Karger        |                    | 3                  |
| 23                       | Bohumil Brhel       |                    | 1                  |
| 23                       | Robert Barth        |                    | 2                  |
| 23                       | Antonín Kasper, Jr. |                    | 3                  |
| 23                       | Joe Screen          |                    | 4                  |
| 23                       | Peter Karlsson      |                    | 5                  |
| 23                       | Robert Dados        |                    | 6                  |
| 24                       | Gerd Riss           |                    | 1                  |
| 24                       | Antonín Kasper, Jr. |                    | 2                  |
| 24                       | Lars Gunnestad      |                    | 3, 5               |
| 24                       | Martin Dugard       |                    | 4                  |
| 24                       | Jacek Gollob        |                    | 6                  |
| Helyettesítő résztvevők  |                     |                    |                    |
| 25                       | Peter Karlsson      |                    | 1–2                |
| 27                       | Jacek Krzyżaniak    |                    | 2                  |

## Versenynaptár és eredmények
| Forduló | Dátum          | Helyszín        | Győztes          | Második       | Harmadik         | Negyedik      | Listavezető      | Előny |
| ------- | -------------- | --------------- | ---------------- | ------------- | ---------------- | ------------- | ---------------- | ----- |
| 1       | május 15.      | Markéta Stadium | Tony Rickardsson | Billy Hamill  | Jimmy Nilsen     | Tomasz Gollob | Tony Rickardsson | 5     |
| 2       | június 6.      | Rottalstadion   | Tony Rickardsson | Jimmy Nilsen  | Billy Hamill     | Tomasz Gollob | Tony Rickardsson | 12    |
| 3       | június 19.     | Speedway Center | Hans Nielsen     | Chris Louis   | Tony Rickardsson | Jason Crump   | Tony Rickardsson | 22    |
| 4       | augusztus 7.   | Brandon Stadium | Jason Crump      | Jimmy Nilsen  | Tomasz Gollob    | Ryan Sullivan | Tony Rickardsson | 10    |
| 5       | augusztus 28.  | Motorstadium    | Tony Rickardsson | Chris Louis   | Peter Karlsson   | Greg Hancock  | Tony Rickardsson | 20    |
| 6       | szeptember 18. | Polonia Stadium | Tomasz Gollob    | Ryan Sullivan | Jimmy Nilsen     | Hans Nielsen  | Tony Rickardsson | 12    |

## Végeredmény
Pontrendszer
| Helyezés | 1. | 2. | 3. | 4. | 5. | 6. | 7. | 8. | 9. | 10. | 11. | 12. | 13. | 14. | 15. | 16. | 17. | 18. | 19. | 20. | 21. | 22. | 23. | 24. |
| -------- | -- | -- | -- | -- | -- | -- | -- | -- | -- | --- | --- | --- | --- | --- | --- | --- | --- | --- | --- | --- | --- | --- | --- | --- |
| Pont     | 25 | 20 | 18 | 16 | 15 | 14 | 12 | 10 | 8  | 8   | 7   | 7   | 6   | 6   | 5   | 5   | 4   | 4   | 3   | 3   | 2   | 2   | 1   | 1   |

| Pozíció | Versenyző           | CZE | GER | DEN | GBR | SWE | POL | Pont |
| ------- | ------------------- | --- | --- | --- | --- | --- | --- | ---- |
|         | Tony Rickardsson    | 25  | 25  | 18  | 8   | 25  | 10  | 111  |
|         | Jimmy Nilsen        | 18  | 20  | 8   | 20  | 15  | 18  | 99   |
|         | Tomasz Gollob       | 16  | 16  | 8   | 18  | 14  | 25  | 97   |
| 4.      | Hans Nielsen        | 8   | 12  | 25  | 7   | 8   | 16  | 76   |
| 5.      | Chris Louis         | 15  | 8   | 20  | 6   | 20  | 6   | 75   |
| 6.      | Greg Hancock        | 6   | 10  | 14  | 15  | 16  | 8   | 69   |
| 7.      | Ryan Sullivan       | 12  | 7   | 3   | 16  | 10  | 20  | 68   |
| 8.      | Jason Crump         | 3   | 3   | 16  | 25  | 7   | 8   | 62   |
| 9.      | Billy Hamill        | 20  | 18  | 6   | 12  | 5   | 1   | 62   |
| 10.     | Mark Loram          | 6   | 7   | 10  | 7   | 8   | 14  | 52   |
| 11.     | Leigh Adams         | 10  | 6   | 4   | 4   | 12  | 15  | 51   |
| 12.     | Antonín Kasper, Jr. | 7   | 4   | 15  | 14  | 3   | 7   | 50   |
| 13.     | Stefan Dannö        | 14  | 6   | 7   | 10  | 5   | 7   | 49   |
| 14.     | Andy Smith          | 2   | 14  | 5   | 4   | 6   | 12  | 43   |
| 15.     | Henrik Gustafsson   | 8   | 15  | 6   | 6   | 2   | 6   | 43   |
| 16.     | Brian Andersen      | 5   | –   | 7   | 8   | 7   | 4   | 31   |
| 17.     | Peter Karlsson      | 1   | 8   | –   | –   | 18  | –   | 27   |
| 18.     | Armando Castagna    | 1   | 5   | 3   | 3   | 6   | 5   | 23   |
| 19.     | Adorján Zoltán      | 7   | 5   | 2   | 3   | 1   | 3   | 21   |
| 20.     | Craig Boyce         | 3   | 4   | 1   | 1   | 4   | 5   | 18   |
| 21.     | Piotr Protasiewicz  | 2   | 1   | 5   | 2   | 3   | 3   | 16   |
| 22.     | Jesper B. Jensen    | 4   | –   | 1   | 5   | 2   | 2   | 14   |
| 23.     | Brian Karger        | –   | –   | 12  | –   | –   | –   | 12   |
| 24.     | Sebastian Ułamek    | –   | 1   | 2   | 1   | 4   | 2   | 10   |
| 25.     | Gerd Riss           | 4   | 2   | –   | –   | –   | –   | 6    |
| 26.     | Bohumil Brhel       | 5   | –   | –   | –   | –   | –   | 5    |
| 27.     | Joe Screen          | –   | –   | –   | 5   | –   | –   | 5    |
| 28.     | Lars Gunnestad      | –   | –   | 4   | –   | 1   | –   | 5    |
| 29.     | Jacek Gollob        | –   | –   | –   | –   | –   | 4   | 4    |
| 30.     | Jacek Krzyżaniak    | –   | 3   | –   | –   | –   | –   | 3    |
| 31.     | Robert Barth        | –   | 2   | –   | –   | –   | –   | 2    |
| 32.     | Martin Dugard       | –   | –   | –   | 2   | –   | –   | 2    |
| 33.     | Robert Dados        | –   | –   | –   | –   | –   | 1   | 1    |
| Pozíció | Versenyző           | CZE | GER | DEN | GBR | SWE | POL | Pont |

| Szín      | Eredmény                 |
| --------- | ------------------------ |
| Arany     | Győztes                  |
| Ezüst     | 2. helyezett             |
| Bronz     | 3. helyezett             |
| Sötétzöld | 4. helyezett             |
| Zöld      | A középdöntőben kiesett  |
| Fehér     | A selejtezőben kiesett   |
| Piros     | Nem vett részt a futamon |